# غاري زيلر
غاري زيلر (بالإنجليزية: Gary Zeller)‏ مواليد 20 نوفمبر 1947 - الوفاة 5 فبراير 1996، كان لاعب كرة سلة أمريكي. تم اختياره من قبل فريق واشنطن ويزاردز خلال الدرافت. حمل الرقم 18. بلغ طوله 6 قدم 3 بوصة (1.9 م). لعب مع واشنطن ويزاردز وبروكلين نتس.

## روابط خارجية
- غاري زيلر على موقع إن بي أي (الإنجليزية)
- غاري زيلر على موقع سبورتس رفرنس (الإنجليزية)
- غاري زيلر على موقع كلية كرة السلة في سبورتس رفرنس.كوم (الإنجليزية)
- غاري زيلر على موقع ريلجم (الإنجليزية)
- غاري زيلر على موقع بروبوليرز (الإنجليزية)